# Bachir Attar
Pour les articles homonymes, voir Attar.
Bachir Attar est un musicien américo-marocain.

## Discographie en solo
- The Next Dream (1992)
- In New York (With Elliott Sharp, 1994)